# PFMサウンド
PFMサウンドとはかつてアメリカのワシントン州エドモンズのパシフィック・ファスト・メール社から販売されていた鉄道模型の主に蒸気機関車を対象とした効果音発生装置である。かつて日本の天賞堂がOEMで供給していて現在でも同社からSL-1が販売されている。

## 概要
制御装置（パワーパック）に組み込まれた発生装置から、低周波の音声信号と動輪回転検出用の300kHzradio frequencyの搬送波を変調した信号を模型レールの走行用直流に重畳する。車体側では音声信号を搭載したスピーカーから音を出す。蒸気機関車のドラフト音を再現するため、動軸の回転で接点を開閉して高周波信号を断続させ、それにより制御装置内の音声回路のリレーが開閉することにより、蒸気機関車特有のブラスト音を断続させる。手元の制御装置で汽笛を吹鳴させることも出来る。汽笛の吹鳴中も走行音は断続するが汽笛等の効果音は断続することはない。PFM社が特許を取得して普及させたので便宜上PFMサウンドという名称が普及したが、同じ原理で鉄道車両の音を車載スピーカーから出すというアイディア自体は既に1940年代から存在しており、異なる周波数の同期信号で断続するというアイディアもHerb Chaudiere によって1963年に建設が始まり1965年にカナダのバンクーバーで開催されたNMRAの展示会で展示されたPuget Junctionというレイアウトにサウンドシステムとして原型が組み込まれていた。後にこれの影響を受けたRobert.H.Longneckerによって機関車の車軸につけられた接点によってサウンドを同期させる方法が考案された。特許は1972年5月23日に成立した。
PFMサウンドは単純な機構ながら比較的実感味のある機関車の音を再現できるため、40年以上経った今も愛好者の間で使用されている。蒸気機関車用のSL-1と電気機関車用のEL-1等があった。特許権が切れてからはLongneckerが開発に参加したPBLやGrizzly Mountain Engineering (GME) 社等、他社からも類似の製品が販売されている。
デジタル技術によるDCCサウンドが主流となった今でも車載装置の手軽さなどから現在でも根強い愛好者がおり、愛好者の間では優劣に関しては論争が繰り広げられる。

## 作動原理
本体 (制御装置) からは直流 (走行用) 、低周波交流 (音声) 、高周波高流 (同期信号の伝送用) の3種類の電流が流れている。それぞれの電流はフィルタ回路によって互いに絶縁されている。車上の接点により本体から流れる高周波電流を断続することにより本体側のリレーが開閉して低周波の走行音を断続する。低周波の断続音は車上のスピーカーから発っせられる。汽笛等の効果音を重畳する事が可能で走行音が断続している間も汽笛等の効果音の低周波信号は車上の接点の開閉によって途切れる事はない。

使用するモーターには消費電力の小さいコアレスモーターの使用が望ましいが、コアレスモーターはインダクタンスが小さく、高周波電流の同期信号がモーターを通過してドラフト音が出なくなるため直列にPFM03などのLC並列接続のフィルターを入れる必要がある。PFM社純正のコントローラーは出力が1.5Aまでだったので消費電力の大きい車両には適さなかった。コントローラーの出力は意図的に出力は抑えられていた。車両が停止している時でも常時高周波電流は流れている。車両内の同期接点が開閉すると制御装置内のリレーが開閉して断続音を出す。初期の装置はリレーを用いていたが、のちには無接点化されている。
同じ線路上に走行用の電流と音声信号と制御用高周波電流を重畳して流すという構造上、複数の問題を抱えており、汽笛を鳴らすと機関車の速度が変化したり、路線の長い区間では内部の半固定抵抗を調整しなければ正常に作動しない。